# Kohlu
Kohlu (Urdu: کوہلو) é uma cidade do Paquistão, capital do distrito de Kohlu, província de Baluchistão.

## Demografia
- Homens: 5 406
- Mulheres: 3 963

(Censo 1998)